# Bruna Benites
Bruna Beatriz Benites Soares (Cuiabá, Mato Grosso, Brasil; 16 de octubre de 1985) es una futbolista profesional brasileña. Juega como defensora y su actual equipo es el SC Internacional de la primera división del Brasileirão Femenino. Ha sido internacional con la selección de Brasil.

## Trayectoria

### Clubes
| Club                    | País           | Año                    |
| ----------------------- | -------------- | ---------------------- |
| Esporte Clube Comercial | Brasil         | 2009 - 2010            |
| Foz Cataratas           | Brasil         | 2011 - 2012            |
| São José                | Brasil         | 2013 - 2016            |
| Foz Cataratas           | Brasil         | 2016 - Media Temporada |
| Avaldsnes IL            | Noruega        | 2016 - Media Temporada |
| Houston Dash            | Estados Unidos | 2017 - Media Temporada |
| Iranduba                | Brasil         | 2017-Media Temporada   |
| Guangdong Huijun        | China          | 2018-2019              |
| Internacional           | Brasil         | 2019-presente          |

### Selección nacional femenina
Ha representado en 22 ocasiones la selección femenina de fútbol de Brasil, anotando un total de 2 goles, participando en 3 ediciones de los Juegos Olímpicos y una Copa América Femenina

### Juegos Olímpicos
| Edición             | Ronda            | Posición |
| ------------------- | ---------------- | -------- |
| Londres 2012        | Cuartos de final | 6°       |
| Río de Janeiro 2016 | Semifinales      | 4°       |
| Tokio 2021          | Cuartos de final | 6°       |
| Total               | 2/2              |          |

## Palmarés

### Títulos nacionales
| Título         | Club          | País   | Año  |
| -------------- | ------------- | ------ | ---- |
| Copa de Brasil | Foz Cataratas | Brasil | 2011 |
| Copa de Brasil | São José      | Brasil | 2013 |

### Títulos internacionales

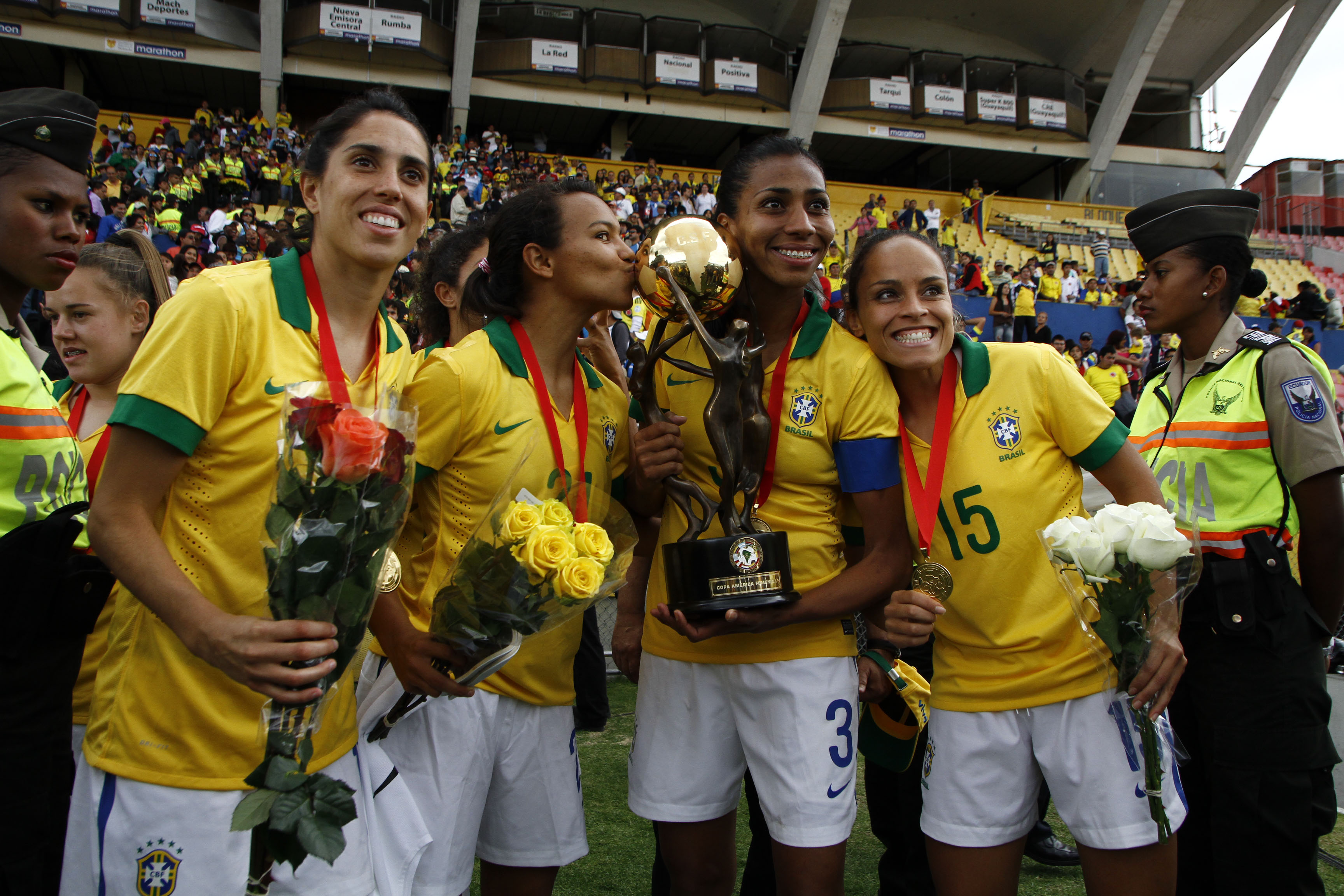
Benites levantando la Copa América 2014

| Título                     | Equipo   | Sede    | Año  |
| -------------------------- | -------- | ------- | ---- |
| Copa Libertadores Femenina | São José | Brasil  | 2013 |
| Copa Libertadores Femenina | São José | Brasil  | 2014 |
| Copa América Femenina      | Brasil   | Ecuador | 2014 |
| Juegos Suramericanos       | Brasil   | Chile   | 2014 |